# نبرد اودسا
نبرد اودسا که در شوروی با عنوان دفاع اودسا شناخته می‌شد، نبردی در جریان عملیات بارباروسا در جبهه شرقی جنگ جهانی دوم بود که بین ماه‌های اوت تا اکتبر سال ۱۹۴۱ به وقوع پیوست. در جریان این نبرد نیروهای رومانیایی به عنوان متحد آلمان در تهاجم به شوروی، برای مدت طولانی بندر اودسا در جنوب غربی اوکراین را تحت محاصره قرار دادند و در نهایت با دادن تلفات نسبتاً سنگین، پس از تخلیه نیروهای ارتش سرخ از دریای سیاه، بر آن مسلط شدند.

## طرح و نیروهای طرفین

### رومانی
در پی آغاز عملیات بارباروسا گروه ارتش جنوب ورماخت اودسا را پشت سر گذاشت و آن را به محاصره درآورد. با وجود این که طرح عملیاتی اولیه آلمانی‌ها برای تهاجم به شوروی هیچ گونه عملیات تهاجمی مستقلی برای نیروی زمینی رومانی در نظر نگرفته بود، روز ۲۷ ژوئیه سال ۱۹۴‍۱ تصمیم به استفاده ارتش چهارم رومانی برای حمله به بندر راهبردی اودسا گرفته شد. این تصمیم روز ۳۰ ژوئیه به تایید ایون آنتونسکو، نخست وزیر رومانی رسید. از جمله مهم‌ترین دلایل این تصمیم محدودیت‌های عملیاتی نیروهای آلمانی که در آن زمان درگیر نبرد اومان بودند و همچنین دست کم گرفتن توان مقاومت نیروهای شوروی بود. ارتش چهارم رومانی به منظور عمل به مسئولیت کاملاً از حوزه فرماندهی آلمان جدا شد و تحت امر ایون آنتونسکو، نخست‌وزیر رومانی قرار گرفت. این ارتش مجموعاً ۱۶۰ هزار نفر در اختیار داشت. دو سپاه ۱ و ۳ خود را موظف به اجرای این مأموریت کرد. دو سپاه ۴ و ۵ آن در ابتدا در جایگاه پشتیبانی بودند. رومانیایی‌ها از منظر شمار نفرات برتری ۶ به ۱ و از منظر توپخانه برتری ۵ به ۱ بر دشمن خود داشتند.

### شوروی

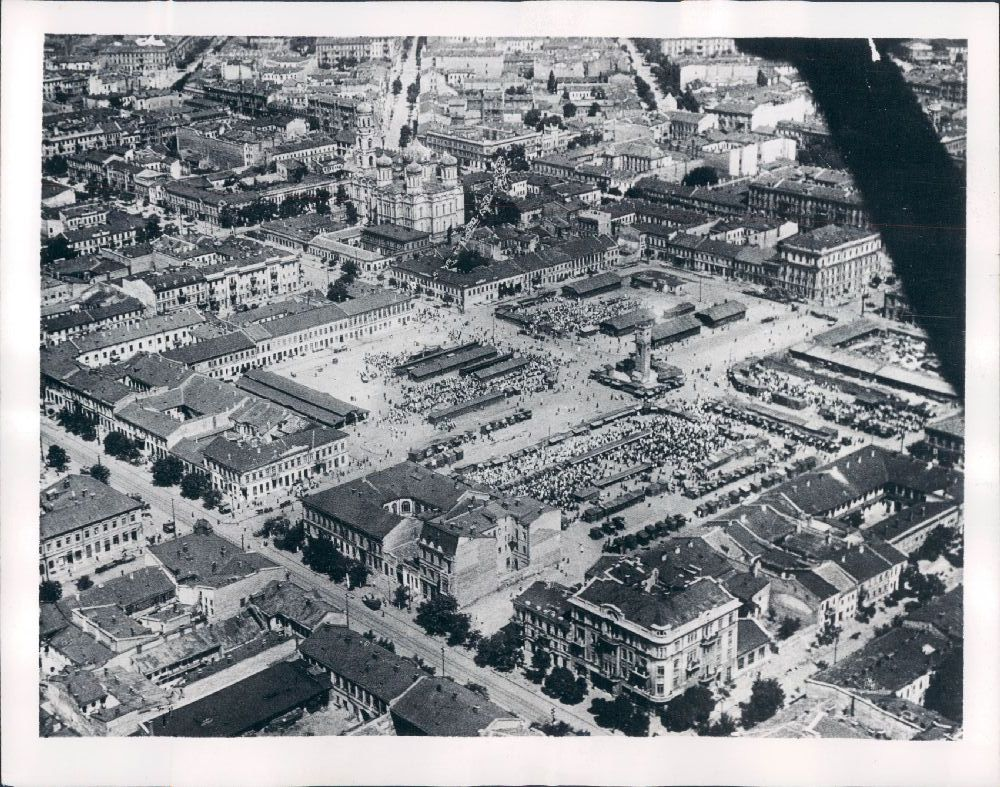
اودسا در سال ۱۹۴۱

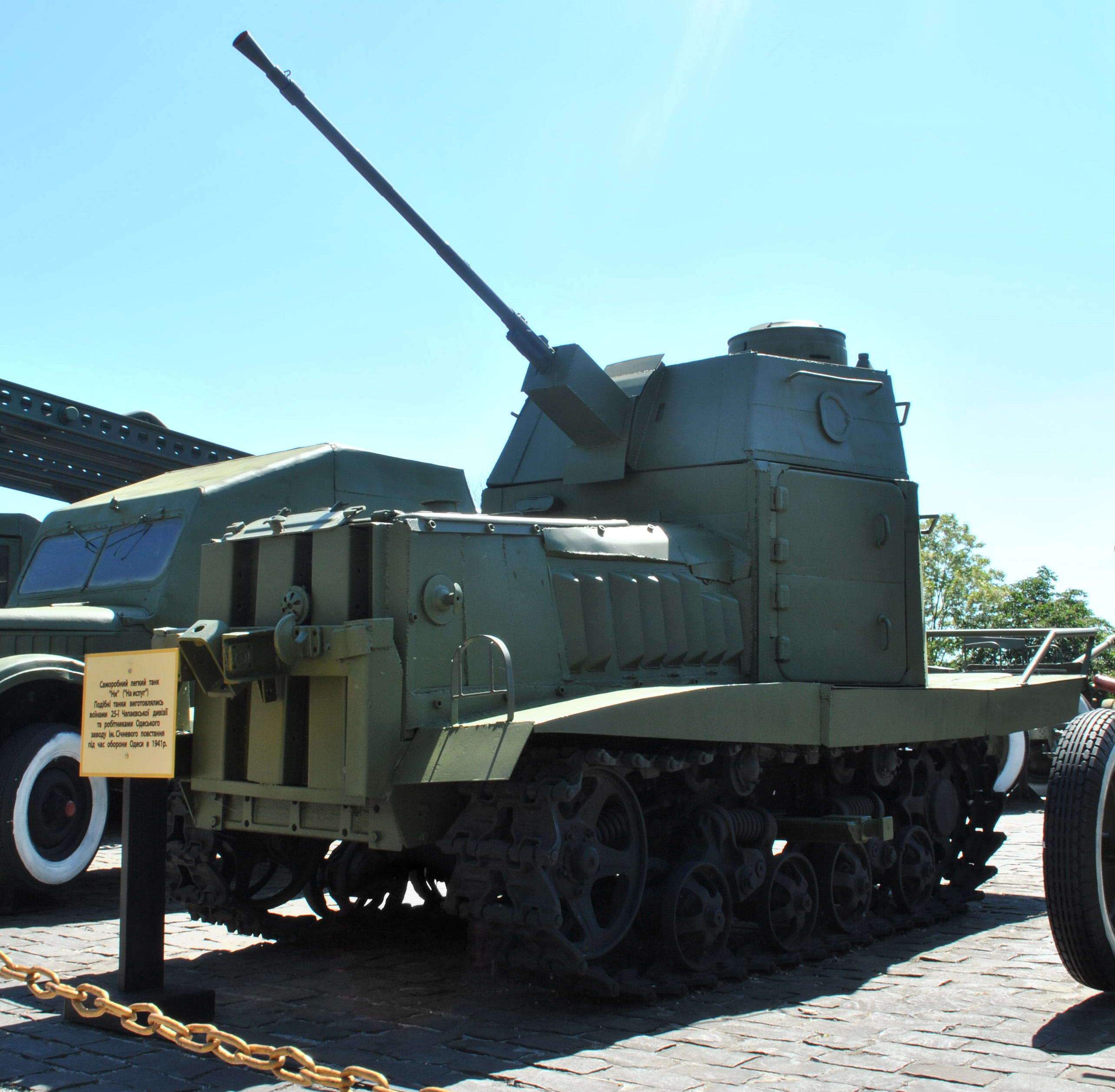
نمونه‌ای تانکت‌های مورد استفاده در اودسا

با پیشروی نیروهای محور به سمت رود دنیپر و عقب‌نشینی جبهه جنوبی شوروی، ارتش ساحلی این جبهه روز ۸ اوت سال ۱۹۴۱ در ناحیه اودسا به محاصره افتاد و ارتباط زمینی آن با سایر نیروهای ارتش سرخ قطع شد. در ابتدای نبرد دو لشکر تفنگ‌دار و یک تیپ سواره‌نظام ارتش ساحلی شوروی با پشتیبانی ۲۴۹ توپ به فرماندهی سپهبد گئورگی سوفرونوف در ناحیه دفاعی اودسا قرار داشتند. این نیرو شامل بیش از ۳۴٬۵۰۰ نفر می‌شد. در ادامه این شمار به ۸۶ هزار نفر رسید. هشت گردان دفاع محلی هم از غیرنظامانیان تشکیل گردید. ناوگان دریای سیاه شوروی نیز با آتش توپ‌های ضدهوایی، توپخانه سنگین ساحلی و ۲۷ کشتی جنگی در نبرد مشارکت می‌کرد. تعداد اندکی تانک بی‌تی-۷ و تی-۳۷ در اودسا موجود بود. با استفاده از ظرفیت صنعتی شهر ۷۰ تا ۱۲۰ تراکتور کشاورزی به تانکت‌های مسلح به توپ‌های ۳۷ میلی‌متری کوهستانی یا مسلسل تبدیل شدند. علاوه بر این حدود ۱۵۰۰ خمپاره‌انداز در طول نبرد در اودسا تولید گردید. این مقدار بیش از تمامی خمپاره‌اندازهای نیروی زمینی رومانی بود. نیروهای شوروی در عرض چند روز سه خط دفاعی از استحکامات حول شهر و چندین موضع دفاعی درون آن ایجاد کردند. نخستین خط با ۸۰ کیلومتر طول، در فاصله ۳۰ کیلومتری از شهر بود. خط دفاعی اصلی در به طول ۳۰ کیلومتر در فاصله حدود ۱۰ کیلومتری از محدوده شهری قرار داشت. استاوکا، فرماندهی عالی نیروهای مسلح شوروی، روز ۱۹ اوت ناحیه دفاعی اودسا را متشکل از ارتش ساحلی و پایگاه دریایی اودسا، تحت هدایت کلی دریابان گاوریل ژوکوف، فرمانده ناوگان دریای سیاه شوروی، تشکیل داد. با توجه به عدم کفایت نیروی دریایی رومانی در دریای سیاه، شوروی از طریق دریا به نیروهای خود اودسا تدارکات رسانی می‌کرد.

## ترکیب یگان‌ها
هنگام آغاز نبرد:
رومانی
- ارتش چهارم:
  - سپاه ۱:
    - لشکر مرزبانی
    - لشکر محافظ
    - لشکر بیست‌ویکم پیاده‌نظام

  - سپاه ۳:
    - لشکر سوم پیاده‌نظام
    - لشکر هفتم پیاده‌نظام
    - لشکر یازدهم پیاده‌نظام

  - ذخیره:
    - سپاه ۴:
      - لشکر پنجم پیاده‌نظام
      - لشکر یکم زرهی
      - تیپ ۹ سواره‌نظام

    - سپاه ۵:
      - لشکر پانزدهم پیاده‌نظام
      - تیپ ۱ سواره‌نظام

شوروی
- ارتش ساحلی
  - لشکر بیست‌وپنجم تفنگ‌دار
  - لشکر نودوپنجم تفنگ‌دار
  - لشکر دوم سواره‌نظام
  - منطقه استحکامات تیراسپول (معادل یک لشکر)

## تهاجم به اودسا
نیروهای زرهی رومانیایی شب ۵ اوت از رود دنیستر گذر کردند و در مجاورت اودسا قرار گرفتند. ستاد کل نیروهای مسلح رومانی فرمان شماره ۳۱ خود را روز ۸ اوت برای تهاجم به اودسا صادر کرد. رومانیایی‌ها امیدوار بودند با یک حمله سریع شهر را به سرعت تسخیر کنند. لشکر یکم زرهی به عنوان طلایه‌دار ارتش چهارم رومانی روز ۱۰ اوت به نخستین خط دفاعی اودسا رسید و توانست با غافلگیر کردن نیروهای ارتش سرخ آن‌ها را از ناحیه بوژالیک عقب براند. با این حال تحرک‌پذیری پایین پیاده‌نظام که فاقد ادوات موتوری لازم بود، امکان بهره‌گیری از این موقعیت را به رومانیایی‌ها نداد. مدافعان با انتقال نیروی کمکی، شکاف ایجاد شده را پوشش دادند و قوای زرهی دشمن را در بلاگوداتنایا متوقف کردند تا امید یک پیروزی سریع برای رومانیایی‌ها از بین برود.
رومانیایی‌ها با بیرون کشیدن نیروهای زرهی از نبردگاه، حلقه‌ای از نیروهای پیاده‌نظام و توپخانه دور شهر مستقر کردند. درگیری‌ها اطراف شهر شدت بسیار زیادی یافت. رومانیایی‌ها حمله خود را همانند تاکتیک‌های جنگ جهانی اول، به صورت مستقیم علیه مواضع دفاعی شوروی صورت می‌دادند. با مشکل در پیشروی، چوپرکا روز ۱۶ اوت مجدداً لشکر یکم زرهی رومانی را وارد میدان کرد تا شاید بتواند شکافی در بین مواضع ارتش سرخ باز کند. بی‌تجربگی رومانیایی‌ها سبب شد حمله نیروهای زرهی بدون پشتیبانی مناسب پیاده‌نظام، به از دست رفتن ۳۲ تانک در مقابل تسلیحات ضد تانک شوروی در عرض تنها یک روز منجر شود. در پایان تنها ۲۱ تانک عملیاتی برای لشکر یکم زرهی رومانی باقی ماند. افزایش تلفات رومانیایی‌ها را وادار به استفاده از سپاه ۴ خود کرد. به هر صورت روز ۱۷ اوت مخزن سد اودسا به دست لشکرهای محافظ و بیست‌ویکم پیاده‌نظام رومانی افتاد و مهاجمان توانستند تا روز ۲۴ اوت در نخستین کمربند دفاعی رخنه کنند. بندرگاه اودسا از روز ۲۵ اوت زیر آتش رومانیایی‌ها قرار گرفت. در جریان این درگیری‌ها هر دو طرف متحمل تلفات سنگین شدند. پیشروی برای مهاجمان در مواجهه با مقاومت شدید، به شکل آهسته و متر به متر صورت می‌گرفت. پیشروی رومانیایی‌ها در نهایت روز ۲۸ اوت در حاشیه بیرونی شهر متوقف شد. چوپرکا اوایل ماه سپتامبر از مقام فرماندهی ارتش چهارم رومانی برکنار شد.
در طول روزهای توقف عملیات رومانیایی‌ها نیروهای خود را سازمان‌دهی مجدد و لشکرهای تازه‌نفس از جمله در قالب سپاه ۱۱، به موقعیت منتقل کردند. تا این زمان شمار قوای ارتش چهارم رومانی، هم‌اینک تحت فرمان یوسیف یاکوبیچی، به ۲۰۰ هزار نفر رسیده بود. چهار هنگ پیاده‌نظام و مقداری توپخانه و نیروی مهندسی تهاجمی نیز از جانب آلمانی‌ها به کمک آن‌ها گسیل شد. در طرف مقابل هم شوروی با ارسال ۱۵ هزار نفر تلفات خود را جایگزین کرده و مصمم به ادامه دفاع بود. در این بین الکساندرو یوآنتیو، رئیس ستاد کل رومانی در حالی که برای بازدید به خط مقدم آمده بود، در یک حادثه اثر برخورد به ملخ یک هواگرد جان خود را از دست داد. رومانیایی‌ها سومین تهاجم در چهار هفته گذشته خود را روز ۱۲ سپتامبر با گلوله‌باران شدید مواضع ارتش سرخ آغاز کردند. این بار نیز حمله به شکل مطلوبی پیش نرفت و رفته‌رفته آهسته‌تر و در نهایت روز ۲۲ سپتامبر کاملاً متوقف شد. تا بدین زمان مهاجمان حدود ۳۱٬۵۰۰ تن دیگر از نیروهای خود را از دست دادند. در پی پیشرفت نامطلوب شرایط در اودسا، گروه ارتش جنوب پیشنهاد کرد چند یگان از مناطق غربی به این موقعیت منتقل شوند که بلافاصله با مخالفت فرماندهی عالی نیروی زمینی آلمان مواجه شد.
همان روز ۲۲ سپتامبر مدافعان دست به یک عملیات آبی-خاکی و هوابرد در ناحیه گریگورفکا زدند. در این عملیات دو هزار نفر از نیروهای تیپ ۳ تفنگ‌داران دریایی شوروی پشت خط مقدم رومانیایی‌ها پیاده شدند. همزمان لشکر ۱۵۷ام تفنگ‌دار شوروی از داخل شهر یک حمله رو در رو صورت داد که موجب عقب‌نشینی آشفته و رمیده رومانیایی‌ها شد. دخالت اشتوکاهای لوفت‌وافه در نهایت به شرایط ثبات بخشید. بدین شکل حوزه دفاعی حول اودسا ۵ تا ۸ کیلومتر بازتر شد. این حمله موجب بروز آشفتگی در رومانیایی‌ها و درخواست کمک آن‌ها از آلمانی‌ها برای یک تهاجم عمده به شهر شد.

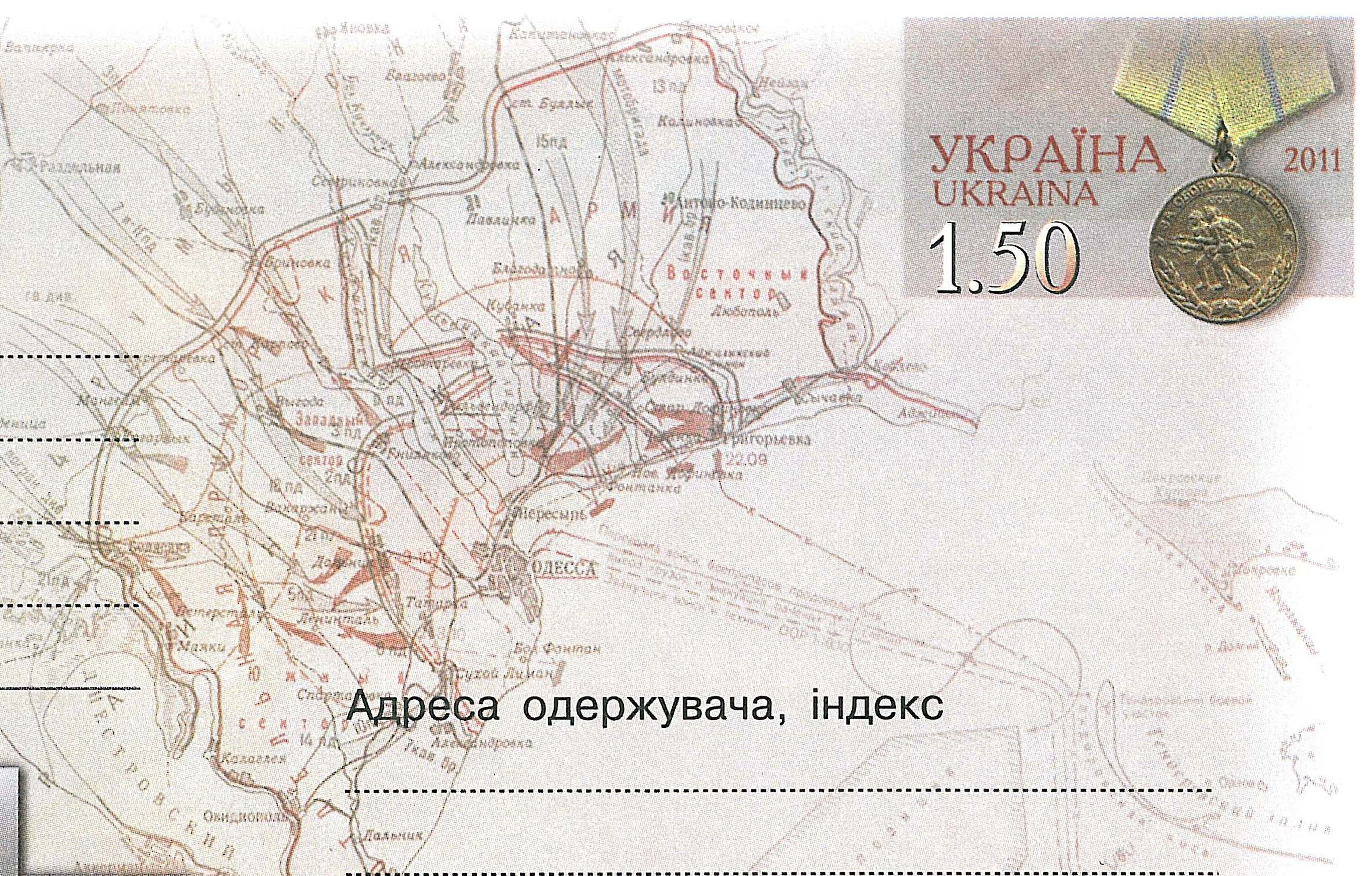
نقشه نبرد اودسا از یک مجله اوکراینی

رومانیایی‌ها تهاجم را از روز ۲ اکتبر از سر گرفتند. مهاجمان روز ۸ اکتبر خط اصلی دفاعی را شکستند. در جریان این رزم‌ها رومانیایی دو تا سه برابر ارتش سرخ تلفات دادند. این تهاجم ده روز به طول انجامید.

## تخلیه ادسا
اوکتیابرسکی روز ۲۹ سپتامبر به استالین پیشنهاد کرد شوروی به تلف کردن نیروهای خود در اودسا به کمک آن‌ها دفاع کریمه را تقویت کند. به صورت غیر معمول و برخلاف فرمان‌های پیشین مبنی پایداری و ممنوعیت عقب‌نشینی، استالین با این پیشنهاد موافقت کرد. نیروهای شوروی یک حمله ایذایی برای پوشش آماده‌سازی‌ها صورت دادند. بر طبق فرمان روز ۳۰ سپتامبر استاوکا، تخلیه نیروهای شوروی از اودسا و انتقال آن‌ها به سواستوپول در کریمه توسط ناوگان دریای سیاه از روز ۲ اکتبر آغاز شد. درحالیکه رومانیایی‌ها در حال آماده‌سازی برای تهاجم نهایی بودند، پتروف تصمیم به رها کردن اودسا در شب ۱۵ اکتبر گرفت. تا این زمان حدود ۸۶ هزار نفر سوار بر کشتی از این موقعیت تخلیه شده بودند. این شب نیز ۳۵ هزار نفر دیگر به همراه ۱۰۰۰ کامیون و ۴۰۰ توپ اودسا را ترک کردند. تنها شماری نیروی محافظ پشت سر باقی گذاشته شد. مهندسان شوروی تأسیسات بندرگاه را منهدم کردند و آخرین شناور حدود ساعت ۵ بامداد ۱۶ اکتبر از آن خارج گرید. بیشتر تسلیحات سنگین نیروهای شوروی پشت سر باقی گذاشته شد. با توجه به عدم اطلاع به موقع رومانیایی‌ها از عملیات تخلیه شوروی، مهاجمان نتوانستند مداخله مؤثری در آن صورت دهند. به هر صورت رومانیایی‌ها همان روز ۱۶ اکتبر در نهایت بر شهر تخلیه‌شده ادوسا مسلط شدند. به هر صورت، دستگاه تبلیغاتی رومانی این اتفاق را پیروزی قلمداد کرد.

## تلفات
رومانیایی‌ها از هنگام گذر رود دنیستر در ۵ اوت متحمل ۹۶ هزار نفر تلفات شامل ۱۹ هزار کشته، ۶۸ هزار زخمی و ۱۱ هزار مفقود، شدند. این مقدار بیش از تلفاتی بود که آلمانی‌ها در تمامی طول جبهه شرقی تا این زمان داده بودند. دوازده لشکر رومانیایی مشارکت‌کننده در نبرد تا ۸۰ درصد از نیروهای خود را از دست دادند. این نبرد محاصره با فاصله خونین نبرد از نوع خود برای نیروهای محور تا بدین زمان در جنگ با شوروی بودند. ارتش چهارم رومانی در نبرد بر اودسا «ویران» شد. اوایل ماه اوت حدود ۴۸۰۰ افسر در این یگان وجود داشت. با روز ۱۶ اکتبر بیش از نیمی از این مقدار کشته زخمی شده بودند. چهار سرتیپ در میان کشته‌شدگان رومانیایی بودند. حصول پیروزی به چنین قیمتی سبب شد اودسا به نقطه عطفی در مشارکت رومانی در جنگ بدل گردد. یک مطبوعه نظامی رومانیایی در این باره نوشت: «فرماندهان می‌بایست به خاطر داشته باشند افراد آن‌ها تنها از گوشت و خون هستند.» رومانی باقی‌مانده نیروی هوایی و چندین لشکر رزمی خود را برای استراحت و بازسازی از خط مقدم عقب کشید.
در طرف مقابل ارتش سرخ حدود ۴۰ هزار نفر تلفات داد. نیروی هوایی شوروی بیش از ۱۵۰ هواگرد خود را در این نبرد از دست داد.

## پیامدها
اودسا تنها هدف نظامی بااهمیتی بود که در طول جنگ آلمان و شوروی به متحدان محور سپرده شد و به تصرف درآمد. آنتونسکو روز ۱۷ اکتبر، یک روز پس از تصرف شهر، رسماً تشکیل ناحیه ترانس‌نیستریا با مرکزیت اودسا تحت حاکمیت رومانی را اعلام کرد. به هر صورت نخست‌وزیر رومانی که غالباً خواهان بازگشت مرزها به حدود سال ۱۹۴۰ بود، هیچ اشاره‌ای به ضمیمه شدن این ناحیه به خاک رومانی نداشت. روز ۸ نوامبر یک رژه پیروزی در بخارست، پایتخت رومانی به افتخار تصرف اودسا، با حضور فیلدمارشال ویلهلم کایتل، رئیس فرماندهی عالی ورماخت، برگزار شد.
همانند حوادثی که در کی‌یف به وقوع پیوست، انفجار بمب‌های کارگذاشته‌شده در ساختمان‌های اودسا توسط عوامل شوروی، تلفاتی را به رومانیایی‌ها وارد کرد. در یک مورد انفجار قرارگاه پیشین ان‌کاوه‌ده که به عنوان قرارگاه فرمانداری نظامی رومانی در اودسا استفاده می‌شد، ۶۱ تن از جمله سرلشکر ایوان گلوگوژانو، فرماندار نظامی شهر و ۶ آلمانی را به کشتن داد. این حادثه یکی از عوامل منجر به کشتار یهودیان اودسا توسط رومانیایی‌ها بود.
در پی برگشت ورق جنگ، ارتش سرخ روز ۱۰ آوریل سال ۱۹۴۴ اودسا را بازپس‌گرفت. به جهت مقاومت سرسخت مدافعان آن در مقابل تهاجم نیروهای محور، اودسا به عنوان یکی از چهار شهر نخست، روز ۱ مه سال ۱۹۴۵، در کنار لنینگراد، استالینگراد و سواستپول، عنوان شهر قهرمان شوروی را دریافت کرد.